# Bechgaardovy soli

Tetrathiafulvalen, molekula tvořící základ struktury organických supravodičů

Bechgaardovy soli jsou organické komplexy, které vykazují za nízkých teplot supravodivost. Jsou pojmenované po chemikovi Klausi Bechgaardovi, který byl jedním z prvních, kdo tyto soli připravil a předvedl jejich supravodivost (s fyzikem Denisem Jéromem).
Většina Bechgaardových solí je supravodivých jen za velmi nízkých teplot do 1–2 K, i když jsou známy i takové, které zůstávají supravodivé do 12 K.
Bechgaardovy soli se připravují z malých rovinných organických molekul, sloužících jako donory elektronů, a akceptorů elektronů, například chloristanů nebo tetrakyanoethenu. Organické donory obsahují několik konjugovaných heterocyklů splňujících určité vlastnosti, jako jsou rovinný tvar molekul, nízký ionizační potenciál, a dobrý překryv orbitalů heteroatomů se sousedními atomy; tyto vlastnost u vzniklé soli usnadňují vedení elektronů skrz nezaplněná místa v orbitalech donoru.
Bechgaardovy soli obsahují obdobu základní tetrathiafulvalenové struktury - jednotlivé supravodiče se mohou lišit skupinami napojenými na tuto jednotku, případně jako základ používat analogickou sloučeninu tetraselenafulvalen.